# قسم الهايي الريفي
قسم الهايي الريفي (بالفارسية: دهستان الهائی) هي قسم في إيران وتقع في قسم يقدر عدد سكانها بـ 17,074 نسمة.